# Xeloma pilicollis
Xeloma pilicollis är en skalbaggsart som beskrevs av Ernst Gustav Kraatz 1882. Xeloma pilicollis ingår i släktet Xeloma och familjen Cetoniidae. Utöver nominatformen finns också underarten X. p. somalica.